# Kasfjord
Kasfjord este o localitate din comuna Harstad, provincia Troms, Norvegia, cu o suprafață de  km² și o populație de  locuitori (2013).